# Schefflera kajonensis
Schefflera kajonensis är en araliaväxtart som beskrevs av Hermann August Theodor Harms. Schefflera kajonensis ingår i släktet Schefflera och familjen araliaväxter. Inga underarter finns listade.